# 內切酶
核酸内切酶（英語：endonuclease）在核酸水解酶中，为可水解分子链内部磷酸二酯键生成寡核苷酸的酶，与核酸外切酶相对应。从对底物的特异性来看，可分为DNaseⅠ、DNaseⅡ等分解DNA的酶；RNase、RNaseT1等分解RNA的酶。一般来说，大都不具碱基特异性，但也有诸如脾脏RNase、RNaseT1等或限制性内切酶那种能够识别并切断特定的碱基或碱基序列的酶。其中的限制內切酶又稱限制酶，可切割特定的DNA位置。